# Lucanus tetraodon
Lucanus tetraodon Thunberg, 1806 è un coleottero della famiglia dei Lucanidi.

## Descrizione
Si tratta di un insetto di dimensioni medie con una lunghezza che varia dai 30 ai 48 mm. Ha una forma allungata, con un colore marrone scuro.
Nei maschi le mandibole sono più sviluppate che nelle femmine, e vengono utilizzate per i combattimenti durante il periodo riproduttivo.
Somiglia molto al congenere Lucanus cervus, soprattutto ai maschi di dimensioni minori di quest'ultimo, se ne distingue comunque per le dimensioni in genere minori, per il colore meno lucido e il fatto che la clava antennale è composta da 6 articoli.
Inoltre nei maschi di questa specie le mandibole presentano il dente maggiore alla base delle mandibole stesse piuttosto che nella metà finale come in Lucanus cervus.

## Biologia
Le larve di questa specie vengono rinvenute nel terreno vicino ad alberi deperiti. Si nutrono di sostanza organica in decomposizione e attaccano le radici di molte specie dalla roverella, al leccio al corbezzolo. A volte attaccano anche il legno, soprattutto se marcescente, scavando lunghe gallerie all'interno di esso.
L'adulto si nutre di sostanze liquide zuccherine, come la linfa. Vive solo poche settimane e compare in genere nel periodo di giugno-luglio.

## Distribuzione e habitat
Questa specie di Lucanus è diffusa in Italia), Sicilia, Sardegna, Corsica, Francia meridionale, Albania, Grecia e Algeria.
È diffusa sia in boschi mesofili, che nella macchia mediterranea.

## Conservazione
È una specie considerata a rischio minimo di estinzione dalla IUCN.